# Eparchia perejasławska i wiszniewska
Eparchia perejasławska i wiszniewska – jedna z eparchii Kościoła Prawosławnego Ukrainy, z siedzibą w Kijowie.
Utworzona postanowieniem Świętego Synodu 4 marca 2019 r. jako eparchia perejasławsko-chmielnicka i wiszniewska; zmiana nazwy na obecną nastąpiła 19 listopada tegoż roku. Grupuje parafie z Kijowa i obwodu kijowskiego, które przeszły do Kościoła Prawosławnego Ukrainy z eparchii białocerkiewskiej, boryspolskiej i kijowskiej Ukraińskiego Kościoła Prawosławnego Patriarchatu Moskiewskiego.
Pierwszym ordynariuszem administratury został metropolita perejasławsko-chmielnicki i wiszniewski Aleksander (Drabynko) (od 19 listopada 2019 r. nosi tytuł metropolity perejasławskiego i wiszniewskiego). Katedrą eparchii jest sobór Przemienienia Pańskiego w Kijowie na Teremkach.
W eparchii w 2019 r. działał męski monaster św. Nektariusza z Eginy w okolicy Chodosówki.

## Przypisy

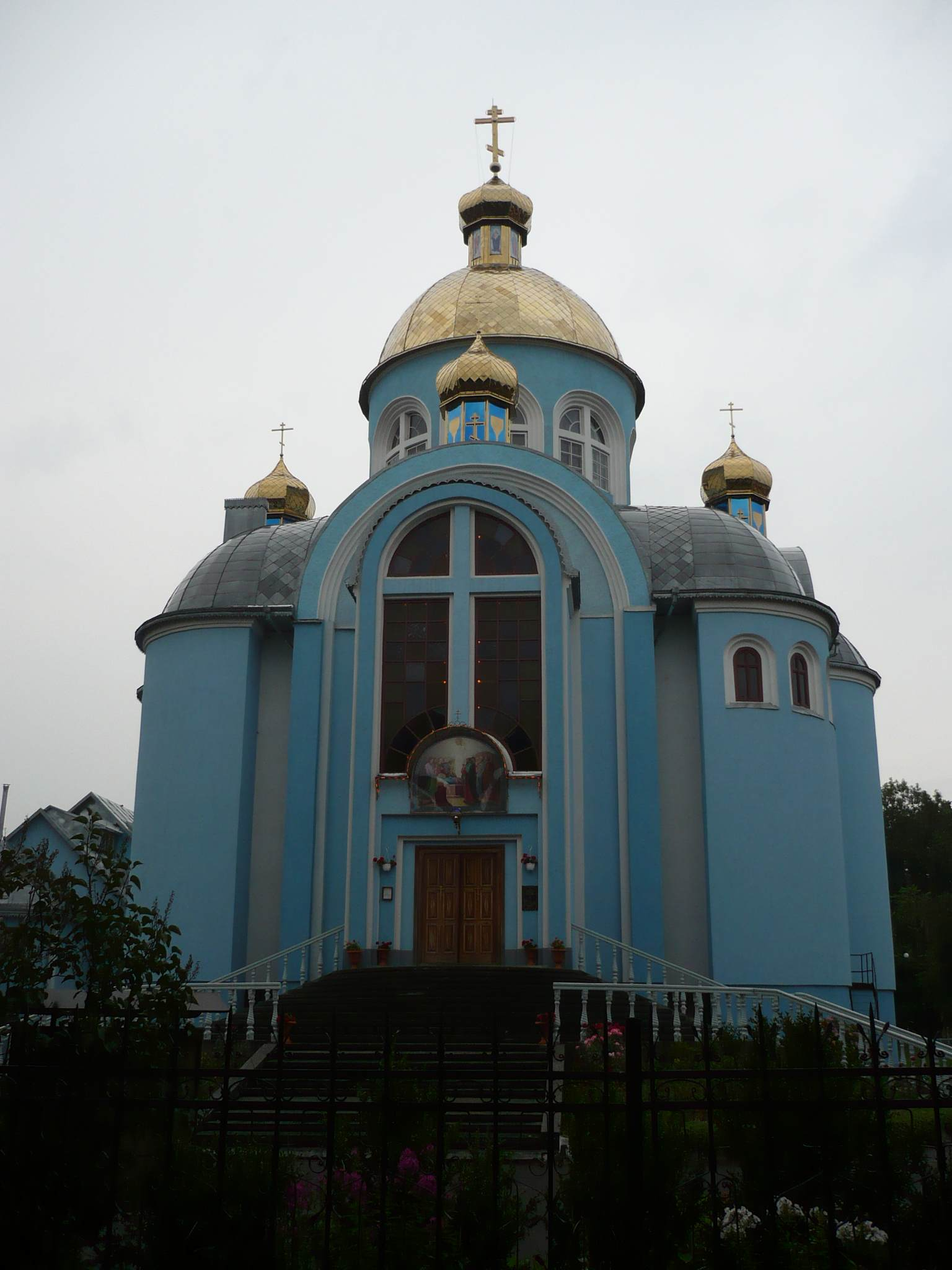
Sobór św. Mikołaja i Zaśnięcia Matki Bożej w Kołomyi – świątynia parafii znajdującej się pod zarządem zwierzchnika eparchii perejasławskiej i wiszniewskiej